# Metin Türen
Metin Türen (Istanbul, 2 maggio 1994) è un cestista turco.